# Jaguara
Jaguara es un distrito ubicado en la zona oeste de la ciudad de São Paulo, Brasil. Administrativamente, junto con los distritos de Barra Funda, Perdizes, Vila Leopoldina, Jaguaré y Lapa, pertenece a la subprefectura de Lapa. 

## Distritos limítrofes
- São Domingos (noreste)
- Vila Leopoldina (sur)
- Municipio de Osasco (oeste)